# Pristimantis mutabilis
Pristimantis mutabilis (лат.) — вид бесхвостых земноводных рода Pristimantis из семейства Strabomantidae или Craugastoridae. Впервые описан группой зоологов в 2015 году.
Необычная особенность лягушки Pristimantis mutabilis состоит в её способности за считанные минуты изменять внешний вид своего тела практически до неузнаваемости, притом что изменения в структуре тела среди земноводных встречаются очень редко. Это — первый задокументированный вид земноводных с настолько сильно развитой фенотипической изменчивостью.

## Распространение и среда обитания
Эндемик Эквадора, обитающий в Андах. Известно о трёх участках обитания лягушки — один в провинции Пичинча и два в провинции Имбабура.

## Описание
Лягушка небольшого размера. Длина взрослых самцов — около 1,7 см, самок — около 2,1—2,3 см. Тело самки имеет красноватый окрас.
Примечательно, что Pristimantis mutabilis способны изменять структуру кожи, при этом устраняются неровности и кожа становится скользкой и гладкой. Такое «превращение» длится в течение 5,5 минут. По мнению исследователей, это необходимо, чтобы лягушка смогла избежать хищников, хотя сказать об этом с уверенностью нельзя. Подобные метаморфозы с параметрами тела (если не считать изменения окраски у хамелеонов) отмечаются у земноводных и вообще позвоночных впервые. С чем связана такая высокая гибкость кожи, пока ещё остаётся загадкой.

## Экология
Ведёт древесный образ жизни.

## Систематика
Ближайшие родственники: виды Pristimantis myersi и Pristimantis verecundus.